# Cuesta abajo (película)

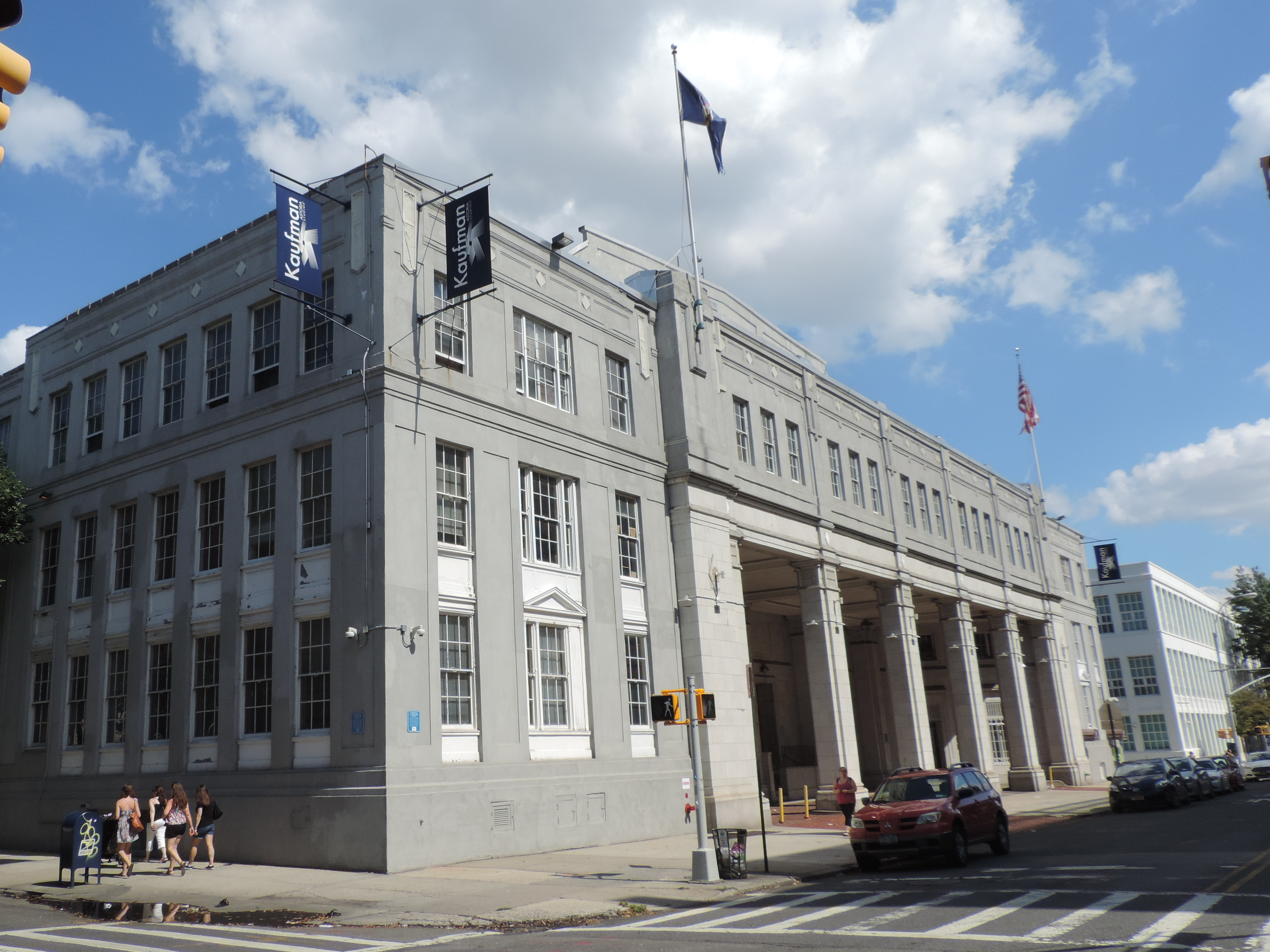
Estudios Kaufman Astoria donde fueron filmadas todas las películas estadounidenses de Gardel.

Cuesta abajo es un largometraje musical protagonizado por el cantante de tangos Carlos Gardel, dirigido por el francés Louis J. Gasnier, que constituye la primera de la serie de películas estadounidenses de Gardel realizadas por la empresa Paramount en los estudios Kaufman Astoria ubicados en Astoria (Queens) en Nueva York. La película es coprotagonizada por la actriz argentina Mona Maris y el guion fue realizado por el argentino Alfredo Le Pera. Gardel canta los temas «Amores de estudiante», «Por tu boca roja», «Criollita decí que sí», «Cuesta abajo» y «Mi Buenos Aires querido», mientras que Carlos Spaventa canta «En los campos en flor» y «Olvido». Fue estrenada el 10 de agosto de 1934 en el Teatro Campoamor de Nueva York.

## Contexto
Entre 1931 y 1932 Carlos Gardel realizado cuatro películas (Luces de Buenos Aires, Espérame, La casa es seria y Melodía de arrabal) con la empresa estadounidense Paramount en sus estudios europeos ubicados en Francia. Las películas hicieron de Gardel una estrella internacional, especialmente en el mundo hispanohablante. A fines de 1933 Gardel viajó por primera vez a Estados Unidos, donde cantó con gran éxito por la NBC de Nueva York, acompañado por la orquesta de la radio dirigida por Hugo Mariani y teniendo como arreglador el músico argentino Terig Tucci, radicado hacía años en Estados Unidos. 
En ese contexto Gardel convocó a Alfredo Le Pera a Nueva York para que actuara como su representante ante la Paramount, con el fin de realizar alguna película en los Estados Unidos, en un momento en el que ese país padecía la gran depresión de la década de 1930. El contrato se firmó el 20 de marzo de 1934, acordando crear una empresa productora subsidiaria del gigante del cine estadounidense con el nombre de Éxito Corporation, cuyo único accionista fue el cantante argentino. Inicialmente se realizarían dos películas ese mismo año: Cuesta abajo y El tango en Broadway. 
Cuesta abajo debió filmarse en dos semanas, en mayo de 1934. El director fue una vez más el francés Louis Gasnier, impuesto por la Paramount. Encontrar actores que hablaran español fue uno de los grandes problemas de producción. Para los papeles principales contrataron a Mona Maris, una argentina que vivió desde muy niña en Europa, Vicente Padula, Manuel Peluffo y Anita del Campillo. Para los papeles secundarios Gardel convenció para que actuaran en su película a los diplomáticos de Argentina, Chile, Colombia, Venezuela y Perú.
Gardel, Le Pera y Castellanos no quedaron del todo satisfechos con la película, sobre todo porque en el proceso de edición, Gasnier y los técnicos de la Paramount quitaron muchas de las escenas más divertidas y chispeantes. Pese a ello el film tuvo un éxito apoteósico, tanto en Estados Unidos como en América Latina. Fue considerada la mejor película en habla hispana de 1934. En Nueva York miles de personas desbordaron el cine, ocupando las calles, al punto de que la empresa exhibidora colocó parlantes en la calle para que el público que no pudo entrar a la sala, pudiera oír las canciones.
En Buenos Aires mientras que el público desbordó los cines y exigía que se repitieran las canciones, la crítica no fue favorable con el filme aunque dejó a salvo sus canciones. La popular revista Caras y Caretas opinó:

"Es el peor de sus trabajos cinematográficos y el pecado no tiene atenuantes. Deplorable el argumento, malos todos los actores que le acompañan (...)Lo único que el film tiene de pasable es la parte musical y eso para ser escuchada y no para ser visto. Porque Carlos Gardel, en un primer plano, gesticulando es un espectáculo imposible y que no lo merece por la justa popularidad conquistada en los escenarios."

los diarios tradicionales La Nación y La Prensa, cuestionaron la película por la mala imagen que dejaba de la Argentina. También la criticaron Homero Manzi, quien cuestionó duramente el filme, en un artículo publicado en la revista Antena, diciendo, entre otros conceptos, que Le Pera "le prepara bodrios, exentos de interés argumental y de valor nacionalista".
Por su parte José Razzano le escribió a Gardel:

"Cuesta abajo no es un trabajo tolerante ni digno de que salvaguarde tu nombre. Mil deficiencias en todos los componentes, ya sea en escénicos, técnica, dirección, figuras, etcetecera, hacen que tus valores se desmoneticen"

## Argumento
El guion de la película fue escrito por Alfredo Le Pera, a partir de su propia vivencia autobiográfica. Gardel y Le Pera tenían en claro que no iban a repetir la imposición europea de que los personajes debían vestir como gauchos. 
El argumento trata de un cantante de tango (Gardel como Carlos Acosta), que deja a su novia (Anita del Campillo), al enamorarse de una prostituta (Mona Maris). En el momento culminante de la película Gardel se enfrenta a duelo con el cafisho (Manuel Peluffo) e intenta matarla a ella, en una célebre escena en la que canta "Cuesta abajo" ("si arrastré por este mundo, la vergüenza de haber sido y el dolor de ya no ser..."), de Gardel y Le Pera.
En las canciones principales de la película ("Cuesta abajo", "Mi Buenos Aires querido", "Amores de estudiante" y "Criollita decí que sí"), Gardel está acompañado por un notable quinteto dirigido por Alberto Castellanos en el piano, junto a Remo Bolognini y Hugo Mariani, como primer y segundo violín, Washington Castro en violonchelo y Humberto Di Tata en contrabajo.

## Reparto
- Carlos Gardel  (Carlos Acosta)
- Mona Maris (Raquel)
- Vicente Padula (Jorge Linares)
- Anita Campillo (Rosa)
- Jaime Devesa (Bastida)
- Guillermo Arcos (Don Pedro)
- Suzanne Dulier (Aída)
- Manuel Peluffo (Gutiérrez)
- Carlos Spaventa (Corrales)
- José Moriche (portero del cabaré)